# مهدي عبد اللطيف
مهدي عبد اللطيف مهدي حبيب علي المعروف باسم مهدي عبد اللطيف (مواليد 15 فبراير 1993 في المنامة، البحرين) لاعب كرة قدم بحريني يجيد اللعب في مركز الوسط المحوري. يلعب حاليا لصالح نادي المنامة البحريني من 2020.

## المسيرة الرياضية

### الأندية
في 1 نوفمبر 2011 تم تصعيد عبد اللطيف (18 سنة) إلى الفريق الأول بالنادي الأهلي. في موسمه الوحيد 2011-2012 وفي بطولة الدوري الممتاز ساهم في احتلال فريقه المركز التاسع قبل الأخير بفارق نقطة واحدة عن منطقة الأمان وبالتالي الهبوط إلى الدرجة الثانية. وفي بطولة كأس ملك البحرين خرج فريقه من مباراته الأولى عندما خسر في الدور 16 من البحرين بركلات الترجيح.
في 1 يوليو 2012 انتقل عبد اللطيف (19 سنة) من الأهلي إلى الطليعة العماني (دوري المحترفين) في صفقة انتقال حر. في موسمه الوحيد 2012-2013 وفي بطولة دوري المحترفين ساهم في احتلال فريقه المركز الثاني عشر بفارق نقطتين عن منطقة الأمان وبالتالي انتقل للعب في محلق البقاء حيث خسر من صحار بأفضلية الأهداف خارج الأرض بعد تعادلهما 1-1 في مجموع المباراتين. وفي بطولة كأس جلالة السلطان قابوس ساهم في وصول فريقه إلى الدور الربع النهائي حينها خسر من العروبة 2-3. وفي بطولة كأس الاتحاد العماني فشل فريقه في التأهل إلى الدور الربع النهائي بعدما احتل المركز الثالث الأخير في المجموعة الثاني بفارق 4 نقاط عن صاحب المركز الثاني العروبة.
في 3 ديسمبر 2012 خاطب عبد اللطيف ناديه الطليعة للمطالبة بفسخ العقد رسميا بسبب الظروف الصعبة التي يمر فيها في تلك الفترة بعد تخلف إدارة النادي العماني في دفع رواتب اللاعب لأكثر من 4 أشهر إذ قرر عبد اللطيف التحدث مع إدارة الطليعة وإبلاغهم برغبته بفسخ العقد والعودة إلى البحرين. وقال عبد اللطيف: "سأتحدث بالنيابة عن نفسي وعن زميلي مهدي عبدالجبار، قررنا فسخ العقد لعدة أسباب أبرزها عدم حصولنا على الرواتب الشهرية المتفق عليها لأكثر من 4 أشهر إضافة إلى أننا نعيش في سكن مع 3 محترفين آخرين والشقة التي نعيش فيها تتكون من غرفتين فقط. حصلنا على وعود كثيرة من مسئولي النادي، انتظرنا كثيرا ونحن حاليا نمر بأزمة صعبة جدا، لن نستمر مع النادي وسنتحدث مع الإدارة بشكل رسمي ولن نتراجع عن قرارنا إذا لم نحصل على رواتبنا المتأخرة. قرارنا سليم، ليس لدينا خيار آخر، سنعود إلى البحرين".
في 23 ديسمبر 2012 توصل عبد اللطيف لاتفاق مع ناديه الطليعة يقضي باستمراره في صفوفه بعد تعديل ظروفه المعيشية التي واجهها هناك منذ التحاقه به مطلع سبتمبر. وأدت الظروف المعيشية الصعبة التي واجهها عبد اللطيف في عمان إلى تكرار حديثه ومطالباته لإدارة النادي العماني بتحسينها وتعديلها وترافق ذلك مع التحركات الأخيرة من الجهازين الإداري والفني وأدت كذلك إلى حلحلة الأمور وتغيير الواقع المعيشي الذي واجهه منذ وصوله هناك وقامت إدارة النادي أيضا بتسليمه كافة رواتبه ومستحقاته المالية عن الشهور الماضية. وقدم مهدي عبد اللطيف مستويات فنية بارزة ولافتة مع الفريق وأدى هذا التألق أيضا لتدخل الجهاز الفني للفريق وتحديدا المدرب الإسباني الجنسية والمغربي الأصل هشام جدران للضغط على إدارة النادي من أجل تلبية جميع احتياجات اللاعب وتعديل وضعه بصورة أفضل من أجل إيجاد أرضية مناسبة له من الجانب النفسي.
في 1 يوليو 2013 انتقل عبد اللطيف (20 سنة) من الطليعة إلى المحرق البحريني (الدوري الممتاز) في صفقة انتقال حر. في موسمه الأول 2013-2014 وفي بطولة الدوري الممتاز ساهم في احتلال فريقه المركز الرابع بفارق 4 نقاط عن البطل الرفاع. وفي بطولة كأس ملك البحرين ساهم في وصول فريقه إلى الدور الربع النهائي حيث خسر من الرفاع الشرقي بركلات الترجيح. وفي بطولة كأس السوبر البحريني ساهم في تتويج فريقه بالبطولة بعدما تغلب على البسيتين 2-1 ليحقق عبد اللطيف أولى بطولاته مع الأندية. وفي بطولة كأس الخليج للأندية ساهم في تصدر فريقه المجموعة الثانية على حساب الشباب الإماراتي والشعلة السعودي ليتأهل إلى الدور الربع النهائي حيث خسر خارج أرضه من النهضة العماني بثلاثية نظيفة.
في موسمه الثاني 2014-2015 وفي بطولة الدوري الممتاز ساهم في تتويج فريقه بالبطولة بعدما تصدر الترتيب بفارق نقطة واحدة عن وصيفه الحد وليحقق عبد اللطيف ثاني بطولاته مع الأندية. وفي بطولة كأس ملك البحرين ساهم في وصول فريقه إلى الدور النصف النهائي حينها خسر من البسيتين بركلات الترجيح.
في موسمه الثالث 2015-2016 وفي بطولة الدوري الممتاز ساهم في احتلال فريقه المركز الثاني الوصيف بفارق 10 نقاط عن البطل الحد. وفي بطولة كأس ملك البحرين ساهم في تتويج فريقه بالبطولة بعدما تغلب في المباراة النهائية على الرفاع 3-1 وليحقق عبد اللطيف ثالث بطولاته مع الأندية. وفي بطولة كأس الاتحاد البحريني فشل فريقه في التأهل إلى الدور النصف النهائي عندما احتل المركز الخامس في المجموعة الأولى بفارق 7 نقاط عن صاحب المركز الثاني الحد. وفي بطولة كأس السوبر البحريني خسر فريقه من الحد بركلات الترجيح. وفي بطولة كأس الاتحاد الآسيوي ساهم في تصدر فريقه المجموعة الرابعة متفوقا على الجيش السوري وأهلي الخليل الفلسطيني وفنجاء العماني ليتأهل إلى الدور 16 حيث تغلب على أرضه على الفيصلي الأردني بهدف نظيف ليتأهل إلى الدور الربع النهائي حينها خسر من العهد اللبناني 0-3 في مجموع المباراتين.
في موسمه الرابع 2016-2017 وفي بطولة الدوري الممتاز ساهم في احتلال فريقه المركز الخامس بفارق 4 نقاط عن البطل المالكية. وفي بطولة كأس ملك البحرين ساهم في وصول فريقه إلى المباراة النهائية حينها خسر من المنامة 1-2. وفي بطولة كأس الاتحاد البحريني فشل فريقه في التأهل إلى الدور النصف النهائي عندما احتل المركز الرابع في المجموعة الأولى بفارق 4 نقاط عن صاحب المركز الثاني البديع. وفي بطولة كأس السوبر البحريني خسر فريقه من الحد 0-1. وفي بطولة كأس الاتحاد الآسيوي فشل فريقه في التأهل إلى الدور النصف النهائي لمنطقة غرب آسيا بعدما احتل المركز الثاني في المجموعة الثالثة بفارق نقطتين عن المتصدر الوحدات الأردني.
في موسمه الخامس 2017-2018 وفي بطولة الدوري الممتاز ساهم في تتويج فريقه بالبطولة بعدما تصدر الترتيب بفارق 15 نقطة عن وصيفه النجمة وليحقق عبد اللطيف رابع بطولاته مع الأندية. وفي بطولة كأس ملك البحرين ساهم في وصول فريقه إلى المباراة النهائية حينها خسر من النجمة بركلات الترجيح. وفي بطولة كأس النخبة البحريني ساهم في وصول فريقه إلى الدور النصف النهائي حينها خسر من الحد 0-2.
في موسمه السادس 2018-2019 وفي بطولة الدوري الممتاز ساهم في احتلال فريقه المركز الثالث بفارق 9 نقاط عن البطل الرفاع. وفي بطولة كأس ملك البحرين ساهم في وصول فريقه إلى الدور النصف النهائي حينها خسر من الرفاع 1-4 في مجموع المباراتين. وفي بطولة كأس السوبر البحريني ساهم في تتويج فريقه بالبطولة بعدما تغلب على النجمة بركلات الترجيح ليحقق عبد اللطيف خامس بطولاته مع الأندية. وفي بطولة كأس النخبة البحرينية ساهم في تتويج فريقه بالبطولة بعدما تغلب في المباراة النهائية على الحد 4-0 وليحقق عبد اللطيف سادس بطولاته مع الأندية. وفي بطولة كأس الاتحاد البحريني فشل فريقه في التأهل إلى الدور النصف النهائي بعدما احتل المركز الثاني في المجموعة الأولى بفارق 5 نقاط عن المتصدر الأهلي. وفي بطولة كأس العرب للأندية الأبطال خرج فريقه من المرحلة الأولى عندما خسر من في الدور 32 من الأهلي السعودي 0-5 في مجموع المباراتين.
في موسمه السابع والأخير 2019-2020 وفي بطولة الدوري الممتاز ساهم في احتلال فريقه المركز الثاني الوصيف بفارق نقطة واحدة عن البطل الحد. وفي بطولة كأس ملك البحرين ساهم في تتويج فريقه بالبطولة بعدما تغلب في المباراة النهائية على الحد 1-0 وليحقق عبد اللطيف سابع بطولاته مع الأندية. وفي بطولة كأس الاتحاد البحريني ساهم في تتويج فريقه بالبطولة بعدما تغلب في المباراة النهائية على البسيتين 4-1 وليحقق عبد اللطيف ثامن بطولاته مع الأندية. وفي بطولة كأس العرب للأندية الأبطال ساهم في فوز فريقه في الدور 32 على شباب قسنطينة الجزائري بأفضلية الأهداف خارج الأرض بعد تعادلهما 3-3 في مجموع المباراتين ليتأهل إلى الدور 16 حينها خسر من الاتحاد السكندري المصري 0-3 في مجموع المباراتين.
في 1 نوفمبر 2020 انتقل عبد اللطيف (27 سنة) من المحرق إلى المنامة البحريني (الدوري الممتاز) في صفقة انتقال حر. في موسمه الأول 2020-2021 وفي بطولة الدوري الممتاز ساهم في احتلال فريقه المركز الثالث بفارق 14 نقطة عن البطل الرفاع. وفي بطولة كأس ملك البحرين ساهم في وصول فريقه إلى الدور الربع النهائي عندما خسر من الحد 0-3. وفي بطولة كأس الاتحاد البحريني فشل فريقه في التأهل إلى الدور النصف النهائي بعدما احتل المركز الثاني في المجموعة الثانية بفارق نقطة واحدة عن المتصدر المحرق.
في موسمه الثاني 2021-2022 وفي بطولة الدوري الممتاز ساهم في احتلال فريقه المركز الثاني الوصيف بفارق 3 نقاط عن البطل الرفاع. وفي بطولة كأس ملك البحرين ساهم في وصول فريقه إلى الدور الربع النهائي عندما خسر من الرفاع الشرقي بركلات الترجيح. وفي بطولة كأس الاتحاد البحريني فشل فريقه في التأهل إلى الدور النصف النهائي.
في موسمه الثالث 2022-2023 وفي بطولة الدوري الممتاز ساهم في احتلال فريقه المركز الثاني الوصيف بفارق نقطة واحدة عن البطل الخالدية. وفي بطولة كأس ملك البحرين ساهم في وصول فريقه إلى الدور النصف النهائي حينها خسر من الحالة 1-2. وفي بطولة كأس الاتحاد البحريني فشل فريقه في التأهل إلى الدور النصف النهائي بعدما احتل المركز الثاني في المجموعة الثانية بفارق نقطة واحدة عن المتصدر الأهلي. وفي بطولة كأس العرب للأندية الأبطال خرج فريقه من المرحلة الأولى عندما خسر في الدور التمهيدي الأول من الهلال السوداني 2-4 في مجموع المباراتين.
في بداية موسمه 2023-2024 أكد عبد اللطيف أنه يدرس بشكل جاد خوض تجربة احترافية خارجية مع أحد أندية الدوري الهندي للمحترفين في ظل الرغبة والعرض المقدم إليه منوها بأنه في انتظار جميع التفاصيل الخاصة بالعقد قبل اتخاذ القرار النهائي بشأن خطوته ومستقبله في الموسم القادم. ولكن بعدها قرر عبد اللطيف الموافقة على تجديد عقده مع المنامة لمدة موسمين.

### المنتخبات
في 2010 تم استدعاء عبد اللطيف للانضمام إلى تشكيلة منتخب البحرين للناشئين للمشاركة في بطولة كأس الخليج تحت 17 سنة لكرة القدم 2010 في الكويت حيث فشل البحرين في التأهل إلى الدور النصف النهائي بعدما احتل المركز الثالث الأخير في المجموعة الأولى بتعادله السلبي مع السعودية وخسارته بثلاثية نظيفة من الإمارات.
في 2011 تم استدعاء عبد اللطيف للانضمام إلى تشكيلة منتخب البحرين للشباب للمشاركة في تصفيات بطولة آسيا تحت 19 سنة لكرة القدم 2012 في قطر حيث أوقعت القرعة البحرين في المجموعة الثانية وفشل البحرين في التأهل إلى نهائيات البطولة بعدما احتل المركز الرابع بفارق 3 نقاط عن صاحب المركز الثاني الكويت حيث فاز البحرين على طاجيكستان 4-0 وعلى البوتان 3-0 وتعادل مع الكويت 0-0 وخسر من قطر المستضيف والأردن 0-3.
في 4 سبتمبر 2016 قرر المدرب التشيكي ميروسلاف سوكوب استدعاء عبد اللطيف (23 سنة) للمشاركة في أولى مبارياته الدولية مع البحرين وكانت أمام الأردن وديا عندما دخل بديلا مكان زميله عيسى موسى وانتهت المباراة بالتعادل السلبي بدون أهداف.
بعد غياب استمر ست سنوات قرر المدرب البرتغالي هيليو سوزا استدعاء عبد اللطيف للانضمام إلى تشكيلة البحرين المشارك في تصفيات كأس آسيا 2023 – الدور الثالث حيث أوقعته القرعة في المجموعة الخامسة ولعب عبد اللطيف جميع المباريات بالدخول بديلا وساهم في تصدر البحرين المجموعة بعد تحقيق 3 انتصارات متتالية على بنغلاديش 2-0 وماليزيا 2-1 وتركمانستان 1-0 ومن ثم التأهل إلى نهائيات البطولة.
جدد سوزا في استدعاء عبد اللطيف للانضمام إلى تشكيلة البحرين المشارك في بطولة كأس الخليج العربي 25 في العراق واعتمد سوزا سياسة التدوير وشارك عبد اللطيف أساسيا في المباراتين الثانية والثالثة في دور المجموعات وساهم في الفوز على قطر 2-1 والتعادل مع الكويت 1-1 ليتصدر البحرين المجموعة الثانية ويتأهل إلى الدور النصف النهائي ولعب عبد اللطيف بديلا مكان زميله جاسم الشيخ عندما خسر البحرين من عمان بهدف نظيف ليودع البطولة.

## الإنجازات
- المحرق (8)
  - الدوري البحريني الممتاز (2): 2015/2014 - 2018/2017
  - كأس ملك البحرين (2): 2016/2015 - 2020/2019
  - كأس السوبر البحريني (2): 2013 - 2018
  - كأس النخبة البحريني (1): 2019/2018
  - كأس الاتحاد البحريني (1): 2020/2019